# La Traite des Blanches (film, 1952)
Pour les articles homonymes, voir La Traite des Blanches.
Pour plus de détails, voir Fiche technique et Distribution.
La Traite des Blanches (La tratta delle bianche) est un film italien réalisé par Luigi Comencini, sorti en 1952.

## Synopsis
Gênes : dans un monde de sous-prolétaires qui vivent en marge de la loi Machedi organise des enlèvements de femmes, pour les exploiter ou les expédier on ne sait où. L’une d’entre elles est Alda, qui, avec l’aide de Carlo, tente de lui échapper. Machedi implique donc Carlo dans un vol et le dénonce ensuite. Le jeune homme finit en prison et Alda essaie de trouver de l’argent pour payer l’avocat, en participant à un marathon de danse organisé par Machedi lui-même, car pour attirer les filles il promet des prix et des rendez-vous avec des réalisateurs.
Après plus de vingt-quatre heures de danse, Alda est épuisée et comme de plus elle est enceinte, elle se sent mal et on l’emmène à l’hôpital. Pendant ce temps, Carlo parvient à s’échapper avec quatre amis, dont les femmes ont été également impliquées dans des opérations louches. Il retrouve Alda à l’hôpital et elle meurt entre ses bras. Avec les autres, il va récupérer les femmes, qui sont déjà entassées dans un camion et celui-ci les emmène dans la nuit s’embarquer pour une Amérique fantôme.
Carlo et ses amis capturent Machedi et ses compagnons et - avec les habitants du quartier des baraques d’où proviennent beaucoup de filles – ils les soumettent à une sorte de procès à l’issue duquel est prononcée une peine de pendaison. Avertie par les plus expérimentées et les plus éveillées des filles dont Machedi s’est entiché, la police intervient juste avant l’exécution et fourre tout le monde en prison.

## Fiche technique
- Titre : La Traite des Blanches
- Titre original : La tratta delle bianche
- Réalisation : Luigi Comencini
- Scénario : Luigi Comencini, Luigi Giacosi, Massimo Patrizi et Ivo Perilli, Antonio Pietrangeli, d'après leur histoire.
- Musique : Armando Trovajoli
- Décors : Luigi Gervasi
- Photographie : Luciano Trasati
- Son : Aldo Calpini
- Montage : Nino Baragli
- Production : Dino De Laurentiis et Carlo Ponti
- Société de production : Excelsa Film
- Pays de production :  Italie
- Format : noir et blanc - 35 mm - 1,37:1 — son : mono
- Genre : film dramatique
- Durée : 97 min
- Année de sortie : 1952

## Distribution
- Eleonora Rossi Drago : Alda
- Marc Lawrence : Marchedi
- Ettore Manni : Carlo Sozzoni
- Silvana Pampanini : Lucia
- Vittorio Gassman : Michele
- Tamara Lees : Clara
- Enrico Maria Salerno : Giorgio
- Antonio Nicotra : l'avocaillon
- Barbara Florian : Fanny
- Sophia Loren (sous le nom de Sofia Lazzaro) : Elvira
- Silvio Gigli : le présentateur du marathon de danse
- Manuel Serrano : Manuel
- Ignazio Balsamo : le Français
- Gianni Bonos : Spartaco Fossato dit "Le Crochet"
- Maria Zanoli : Mme Teresa